# Hansa-Haus (Syke)
Die Gaststätte Hansa-Haus in Syke, Herrlichkeit 3, an der Bundesstraße 6, stammt aus dem 19. Jahrhundert. Gasthaus und Kino bestehen noch (Stand 2025).
Das Gebäude steht unter Denkmalschutz.

## Geschichte
Die älteste Poststelle Sykes wurde als Sponstelle (Spannstelle) bereits 1654 an dieser Stelle erwähnt und 1759 als Fahrpost.
1848 übernahm der Gastwirt und Posthalter Johann Hinrich Heuer das Hansa-Haus.
Das eingeschossige verputzte historisierende Gebäude im Schweizer Stil mit einem Satteldach und dem zweigeschossigen Risalit an der Straßenseite besitzt einen Seitenflügel mit markantem Giebel mit einem Giebelreiter. Die Gaststätte mit Tanzdiele, Biergarten und Fremdenzimmer (später Hotel) wird aktuell (Stand 2022) betrieben und ist Treffpunkt vieler Veranstaltungen von Gruppen, Vereinen und Parteien.
1873, mit der neuen Bahnstrecke Bremen–Osnabrück und dem etwas entfernteren Bahnhof Syke, verringerte sich der Betrieb im Hansa-Haus. Ab 1900 bis 1960 bzw. 1963 führte dann aber die Kleinbahnstrecke Syke – Hoya – Asendorf (HSA) direkt am Haus vorbei.
Im Seitenflügel wurde 1922 das noch bestehende Lichtspieltheater als Hansa-Kino Syke eingerichtet.